# Tumba François

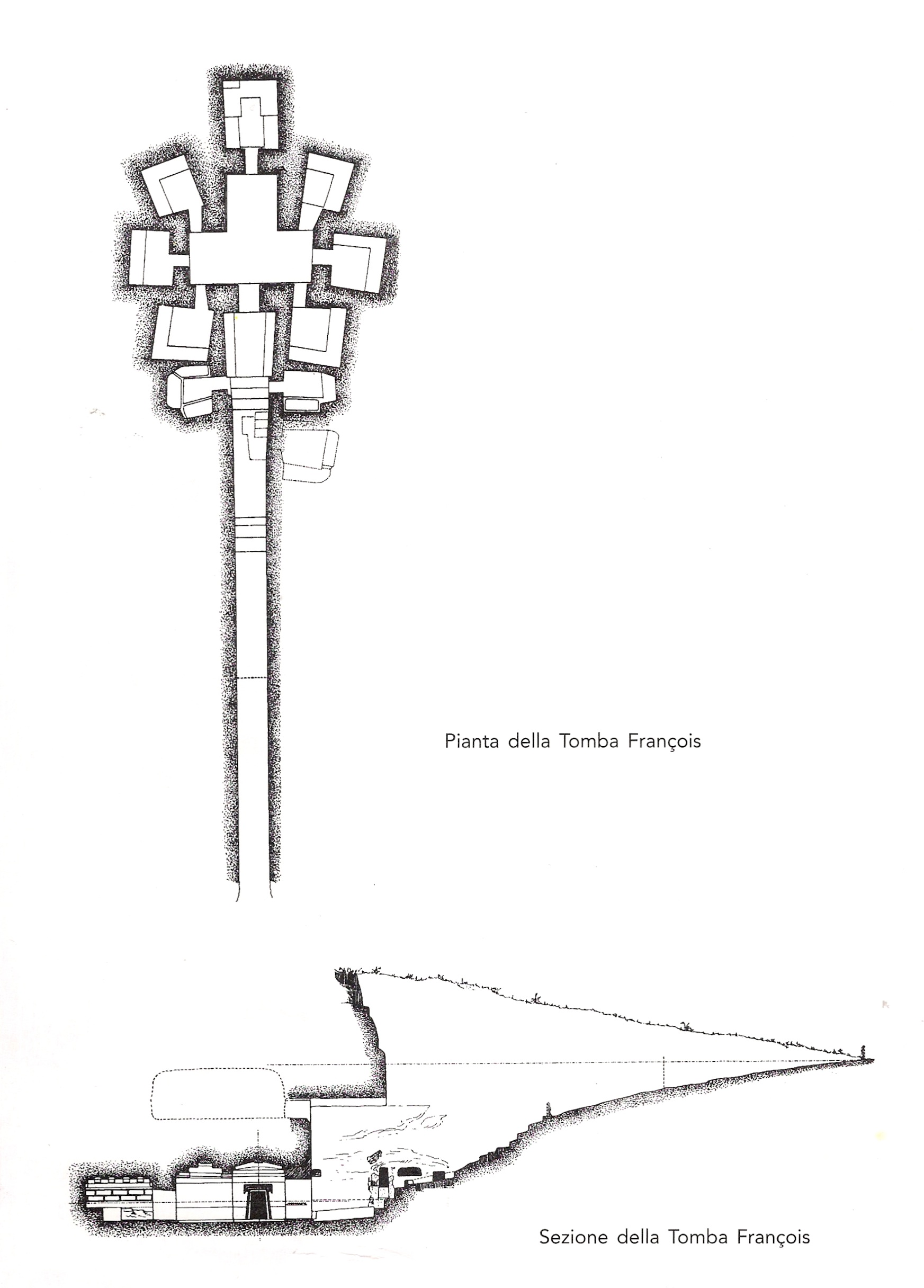
Planta de la tumba.

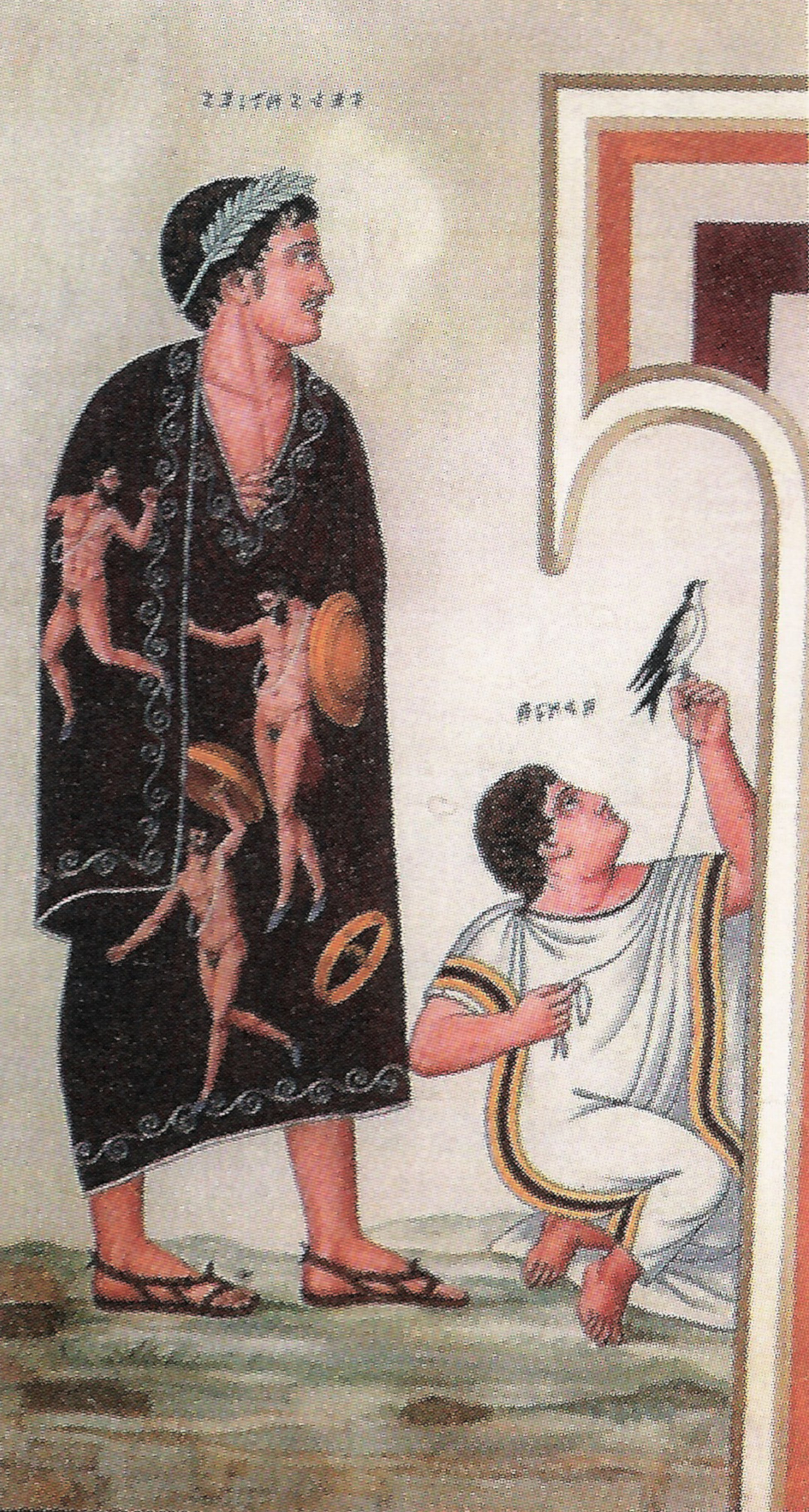
Fresco de Vel Saties y Arnza reproducido por Carlo Ruspi.

La Tumba François es el nombre dado a una tumba familiar etrusca descubierta en Vulci en 1857 por el arqueólogo florentino Alessandro François y el historiador francés Adolphe Noël des Vergers, comisionados por Alexandrine de Bleschamp (mujer de Luciano Bonaparte) para las excavaciones de sus dominios principescos en Vulci y Cerveteri. 

## Historia
La Tumba François forma parte de la necrópolis de Ponte Rotto, situada en la zona oriental del Parco Archeologico Ambientale di Vulci. Fue descubierta en 1857  por el arqueólogo francés Alessandro François, de quien toma su nombre.

## Descripción
Se trata de una tumba que data mediados del siglo IV a. C. —remodelada en el siglo II a. C— destinada a los miembros de la familia Saties (o Satis), de la que Vel Saties era el comanditario. Tanaquil, su mujer, está representada en los frescos. 
Un largo dromos (corredor excavado en la tierra para llegar a la tumba) de 27 m de largo y 1,30 m de ancho, proporcionaba acceso mediante un tablinum a las 10 grandes cámaras funerarias. La cámara central distribuía el acceso a siete de ellas.
El tablinum tenía una bóveda con forma de pirámide truncada. Las cámaras, con techos a dos aguas, disponían de una viga central (columen) falsa ((tradicional en este tipo de tumbas, recordatorio de la casa de los vivos).
Bancos dispuestos a lo largo de los muros permitían depositar los sarcófagos. Frescos con motivos mitológicos adornaban los muros

## Personajes de los frescos
- Vel Saties y Arnza  (atrio, pared sur)
- Áyax el Menor y Casandra
- Sísifo y Anfiarao
- Fénix
- Néstor
- Marce Camitlnas y Cneve Tarchunies Rumach
- Eteole y Polinices
- Caile Vipinas, Macstrna, Larth Ulthes, Laris Papathnas Velznach, Pesna Arcmsnas Sveamach, Rasce, Venthical [...]plsachs y Avle Vipinas  (Tablinum, pared este)
- Agamenón, Patroclo, Vanth, Aquiles, Prisionero troyano, Charun, Áyax Telamonio, Prisionero troyano, Áyax el Menor y prisionero troyano (Tablinum, pared oeste)

## Reproducción y copia de los frescos
En 1863 los frescos fueron desprendidos y transferidos a la colección Torlonia de la Villa Albani (Roma). Carlo Ruspi realizó las réplicas a escala 1:1, para reemplazar a las originales en la tumba.

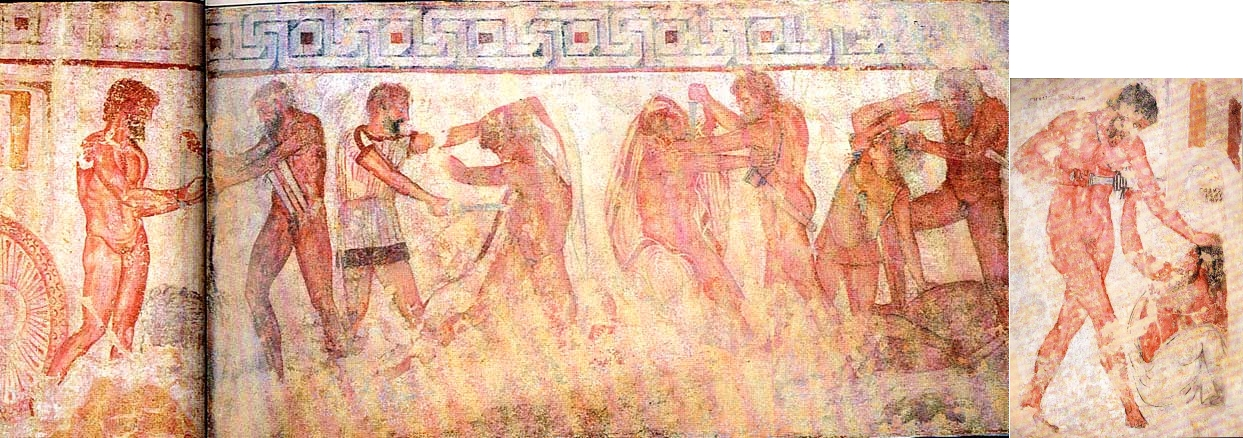
Escena de la Liberación de Celio Vibenna. De izquierda a derecha: Caile Vipinas, Macstrna, Larth Ultes, Laris Papathnas Velznach, Pesna Arcmsnas Sveamach, Rasce, Venthical [...]plsachs y Avle Vipinas; a la derecha: Marce Camitlnas y Cneve Tarchunies Rumach.

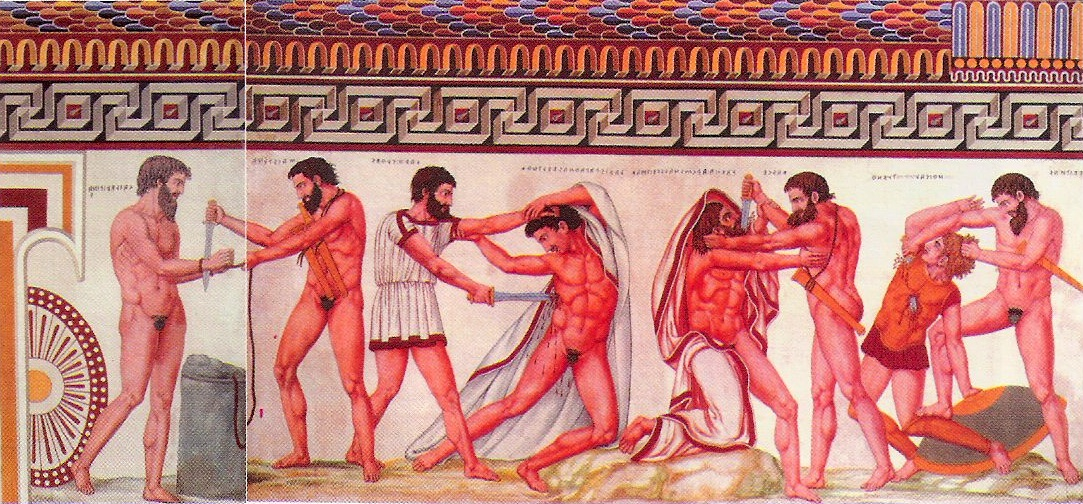
Copia/interpretación de Carlo Ruspi en la tumba.

Adolphe Noël des Vergers encargó otras reproducciones, a escala 1:10, a Nicola Ortis, que no se conservan.
En 1931 fue expuesto al público en el Museo Arqueológico Nacional de Florencia, un facsímil completo de los frescos de la tumba, realizado por Augusto Guido Gatti.

## Testimonio histórico
Este acontecimiento dramático, la liberación de Mastarna por Celio Vibenna y los suyos, ha quedado en las tradiciones de Vulci como un episodio glorioso, digno de figurar en la tumba François
Massimo Pallottino, Giovanni Colonna, François Villard, La Naissance de Rome, exposición en el Museo del Petit Palais, marzo-mayo de 1977.

Celio y Aulo Vibenna son dos personajes históricos cuyas aventuras con Mastarna-Servio Tulio eran conocidas en las tradiciones latina y etrusca.
Las informaciones acerca de Celio Vibenna y su hermano, Aulo, han sido transmitidas a través de numerosos escritores antiguos, como Tácito, Sexto Pompeyo Festo, Marco Terencio Varrón, Quinto Fabio Píctor, Arnobio de Sicca y Dionisio de Halicarnaso, además del emperador romano Claudio.
La pintura mural refleja una escena alusiva a la historia de la ciudad enfrentada, en la pared opuesta, a un episodio paralelo de la Ilíada en el que se sacrifica a prisioneros troyanos durante el funeral de Patroclo. En el fresco aparecen identificados con sus nombres Caile Vipinas, Macstrna (sosteniendo dos espadas y desatando al primero, ambos en el extremo izquierdo), Rasce (eliminando a Pesna Arcmsnas Sveamach), Avle Vipinas (que mata al personaje de la coraza, Venthical [...]plsachs) y Marce Camitlnas que, según se interpreta, habrían sido hechos prisioneros y son liberados por su compañero Larth Ulthes (el único que aparece con túnica y que apuñala a Laris Papathnas Velznach). Entre los captores, representado en el extremo derecho, está Cneve Tarchunies Rumach a quien Marce Camitlnas está a punto de atravesar con su espada.
Los enemigos aparecen representados con sus gentilicios (Rumach, de Roma, probablemente Velznach de Volsinii y Sveamach de Sovana, mientras que para [...]plsachs se han sugerido tanto Salpinum como el etnónimo para 'falisco') así que la pintura podría hacer referencia a una guerra entre Vulci y Roma, ambas acompañadas de sus respectivos aliados, en la época de los tarquinios y dar pie a la teoría de que «Gneo Tarquinio de Roma» fuera el mismo Tarquinio Prisco al que sucedió Servio Tulio/Mastarna (se ha propuesto que este último apelativo etrusco podría provenir de la palabra latina magister, que aparecía en varios cargos oficiales romanos). Sin embargo el praenomen de Tarquinio Prisco era Lucio, aunque este podría corresponder al etrusco lauchme, 'rey', y por lo tanto haber sustituido al original; y tampoco está claro que la deducción de Claudio al identificar al Mastarna de las fuentes etruscas con el Servio Tulio de las romanas haya estado basada en pruebas sólidas. Con todo es una reconstrucción que cuenta con amplio respaldo entre los especialistas.
Existen también discrepancias en las fuentes antiguas sobre la identidad del rey socorrido. Para Tácito se trata de Lucio Tarquinio Prisco, de Servio Tulio para Sexto Pompeyo Festo.
Arnobio de Sicca señala el antagonismo entre los personajes. A la muerte de Celio Vibenna, el «seruulus» (su pequeño esclavo) mató a Aulo Vibenna para hacerse con el poder. Este seruulus es probablemente el «sodalis fidelissimus», el compañero de armas fiel de Celio, el Servius Tullius/Mastarna de la Tabla de Lyon. El sufijo etrusco na significa dependencia. Pallotino afirma que Ma(c)star-na significa «el hombre dependiente del magister». Cornell discrepa de tal aseveración.
La acción de los hermanos Vibenna tuvo un impacto considerable en la civilización etrusca: son representados en el trascurso del siglo IV a. C. en espejos, en cuatro urnas funerarias y en las pinturas de la tumba de Vel Saties, continuador de la tradición de los jefes militares etruscos de Vulci contra los romanos.